# インガ・ロンダ・キング
インガ・ロンダ・キング（英語:Inga Rhonda King）は、 セントビンセント・グレナディーンの公認会計士、教員、作家であり，2013年9月から同国の国連常駐代表を務めている。2018年にはUNECOSOC（国連経済社会理事会）の第74代の議長に選出。

## 幼少期と教育
カリブ海のキュラソー島に生まれ、ニューヨーク州立大学で化学、数学の学士の学位を取得。

## 経歴
- 2010年から、キングスタウンの国家投資促進委員長を務める。また、ポルトガルの名誉領事に任命される。
- 2011年、セントビンセントとグレナディーンズの投資促進機関の議長に就任する。
- 2013年9月13日、ラルフ・ゴンサヴェス首相より国連常任代表（国連大使）に任命される。
- 2016年1月、セントビンセント・グレナディーンの国連分担金の支払いが滞っているため、議決権が中断される。すぐに修正できる事務的なミスだと発言。
- 2016年9月29日、国連第5委員会（行政予算委員会）の委員長に選出される。
- 2017年4月27日、国連総会で、世界の創造性と革新の日を国連の遵守日に含める決議を支持する。
- 2018年7月26日、国連経済社会理事会第74代の議長に選出[1]。

## 著作
- King, Inga Rhonda (2003). Journal of a Superfluous Woman: A Collection of Essays. iUniverse
- King, Inga Rhonda (2009). Caribbean Sense of Life: A Photographic Narrative. Strategy Forum Inc
- King, Inga Rhonda (2011). The Green Legacy of Saint Vincent and the Grenadines. Strategy Forum Inc. ISBN 978-0-9824215-2-9
- King, Inga Rhonda (2011). A Tiny Slice of Caribbean Life: Portrait of a Vincy Woman. Strategy Forum In
- King, I. Rhonda (2015年11月30日). “The Green Legacy of Saint Vincent and the Grenadines”.   Huffington Post. 2017年8月22日閲覧。